# Swiss Open Gstaad 1979
Lo Swiss Open Gstaad 1979 è stato un torneo di tennis giocato sulla terra rossa. È la 65ª edizione dell'Swiss Open, che fa parte del Colgate-Palmolive Grand Prix 1979. Si è giocato a Gstaad in Svizzera, dal 9 al 15 luglio 1979.

## Campioni

### Singolare
Ulrich Pinner ha battuto in finale  Peter McNamara con il punteggio di 6–2, 6–4, 7–5

### Doppio
Mark Edmondson /  John Marks hanno battuto in finale  Ion Țiriac  /  Guillermo Vilas con il punteggio di 2–6, 6–1, 6–4